# Saint-Benoît-sur-Loire
Saint-Benoît-sur-Loire é uma comuna francesa na região administrativa do Centro, no departamento Loiret. Estende-se por uma área de 18,25 km². Em 2010 a comuna tinha 2 068 habitantes (densidade: 113,3 hab./km²).